# Neotanypeza callitarsis
Neotanypeza callitarsis är en tvåvingeart som först beskrevs av Camillo Rondani 1850.  Neotanypeza callitarsis ingår i släktet Neotanypeza och familjen långbensflugor.
Artens utbredningsområde är Venezuela. Inga underarter finns listade i Catalogue of Life.